# Hannes Alfvén
Hannes Olof Gösta Alfvén, född 30 maj 1908 i S:t Olai församling i Norrköping, död 2 april 1995 i Djursholm, var en svensk fysiker som mottog Nobelpriset i fysik 1970. Alfvén var son till medicine licentiaterna Johannes Alfvén och Anna-Clara Romanus. År 1935 gifte han sig med Kerstin Erikson (1910–1992). Paret fick fem barn: Cecilia, Inger, Gösta, Reidun och Berenike. Han var brorson till Hugo Alfvén samt kusin till Sven Romanus och Margita Alfvén.

## Akademisk karriär
Hannes Alfvén disputerade vid Uppsala universitet 1932 och blev docent där samma år. Han var därefter professor vid Kungliga Tekniska högskolan i teoretisk elektroteknik med mätteknik 1940–1945, i elektronik 1946–1963 och i plasmafysik 1963–1973. År 1970 erhöll han Nobelpriset i fysik för sitt arbete inom magnetohydrodynamiken.
Alfvén invaldes som ledamot av Kungliga Vetenskapsakademien 1947. Han var även ledamot av Kungliga Ingenjörsvetenskapsakademien från 1947, men utträdde 1980 som en del av sitt kärnkraftsmotstånd.

### Viktiga upptäckter
Under sin karriär gjorde Alfvén flera grundläggande teoretiska upptäckter. Han är mest känd för att ha grundat och utvecklat begreppet magnetohydrodynamik. Några av de fenomen som han då påvisade är numera knutna till hans namn:
- Alfvénvågen
- Alfvénhastigheten
- Alfvénradien

Han utvecklade flera andra fundamentala koncept, som inte direkt bär hans namn, bland annat förenklingar i sättet att beskriva hur joniserad gas, plasma, uppför sig. Han kom på att det gängse sättet att beräkna partikelbanor med Størmers banteori var opraktiskt, särskilt i det energiområde som norrskenet ligger i. Detta ledde honom att utveckla guiding center-approximationen, som ett verktyg för laddade partiklars rörelse i elektromagnetiska fält. 
Han upptäckte även den första isentropa invarianten av rörelse hos laddade partiklar. Han myntade begreppet infrusna magnetiska fältlinjer, från slutsatser kring solvindens roll som magnetiserat plasma vid uppkomsten av norrsken. Sammantaget etablerade dessa metoder magnetohydrodynamik som en ny resurs och eget område för forskning.
Det var för dessa ”grundläggande insatser och upptäckter inom magnetohydrodynamiken med fruktbärande tillämpningar inom olika områden av plasmafysiken” som han tilldelades Nobelpriset i fysik.

## Annan verksamhet
Alfvén engagerade sig även i andra närliggande frågor, såsom energiförsörjning, kosmologi och tillhörande samhällsdebatt.
Han hade egna idéer om kosmologi som han utvecklade tillsammans med Oskar Klein, och som i USA, dit han förlade sin senare forskargärning, lett till att Klein-Alfvéns kosmologi i huvudsak kommit att förknippas med Alfvéns nyord ambiplasma. Deras gemensamma idéer var alternativa modeller till såväl Big Bang som steady state-teorin med antimateria versus koinomateria i en ”metagalax”.
Alfvén, vars eget forskningsområde var av relevans för utvecklingen av framtida fusionsenergi, tog ställning mot användandet av den existerande kärnkraftsteknologin i form av fissionsenergi. Hans ställningstagande mot den svenska linjen och den senare utbyggnaden skaffade honom persona non grata-stämpel hos finansiärer, vilket fick honom att förlägga sin senare forskning till Berkeley, Kalifornien under ett antal år. 
Den 23 mars 1948 stod Alfvén tillsammans med Hilding Faxén och Torbern Laurent bakom ett förslag av Conny Palm om att bygga en "elektrosiffermaskin" (dvs en dator) som hade stora likheter med Harvard Mark III. Detta förslag blev aldrig genomfört, men Palm fick vind i ryggen och kunde med stöd av Matematikmaskinnämnden bygga Sveriges första dator BARK under 1948–1950.
Han var politiskt aktiv, först i Centerpartiet, där han på 1970-talet kan ha varit en av dem som påverkade Thorbjörn Fälldin att inta samma kritiska ståndpunkt till kärnkraftsfrågan i Sverige, och därefter i Miljöpartiet de Gröna, där han var politiskt aktiv fram till sin död.
Utöver sin vetenskapliga gärning och andra engagemang skrev Alfvén även ett skönlitterärt verk: 
”Sagan om den stora datamaskinen”.

## Ärebetygelser
Alfvénlaboratoriet vid Kungliga Tekniska högskolan, grundat 1990, liksom asteroid 1778 Alfvén, Hannes Alfvéns gata i Albano, Stockholm och Hannes Alfvéns Plats i Norrköping är uppkallade efter Hannes Alfvén. Han promoverades till teknologie hedersdoktor vid KTH 1985.
Makarna Alfvén är begravda på Djursholms begravningsplats.